# Das hübsche kleine Dienstmädchen
Das hübsche kleine Dienstmädchen ist eine US-amerikanische Stummfilm-Komödie der Vitagraph aus dem Jahr 1911.

## Handlung
Margaret und ihre jüngere Schwester leben noch zuhause; ihr Bruder Jack studiert am College. Eines Tages kündigt Jack seinen Besuch an. Er kommt nicht allein, sondern bringt einen Freund mit, der nicht nur unverheiratet, sondern auch ein Millionär ist. Beide wollen einige Tage bei ihnen bleiben. Betty ist die hübschere von beiden, doch bedingt sich Margaret als ältere Schwester das Vorrecht aus, den reichen Freund für sich zu gewinnen. Betty stimmt zu und kündigt an, während des Besuchs als Hausmädchen aufzutreten.
Obwohl Margaret sich um den Besuch kümmert, hat der nur Augen für das Hausmädchen und flirtet mit Betty. Schließlich folgt er ihr in die Küche, wo er sie zu küssen versucht. Es kommt zu einem Gemenge mit Mehl und Teig und ausgetauschten Küssen, bis der eintreffende Vater dem Treiben ein Ende bereitet. Der Millionär gesteht, dass er in das Hausmädchen verliebt ist, und Bettys Identität wird aufgedeckt. Der Millionär macht Betty noch vor Ort einen Heiratsantrag und ihr Vater und auch Margaret sind einverstanden.

## Produktion
Der Film hatte eine Länge von 957 Fuß und wurde am 14. März 1911 veröffentlicht. Als Genre wurde Comedy bzw. Polite Comedy angegeben. Ein Werbeslogan für Das hübsche kleine Dienstmädchen war „eine Komödie voller Komplikationen“ („a comedy that is filled with many complications“). Eine Kopie des Films ist im British Film Institute erhalten.
Das hübsche kleine Dienstmädchen wurde ein großer Erfolg für die Vitagraph und der Auftakt einer Reihe von Betty-Filmen der Produktionsfirma. Er etablierte Hauptdarstellerin Mabel Normand als „Vitagraph Betty“ und Komödiantin. Normands „Vitagraph Betty“ war ein Mädchen, das als  „hübsch, lustig und erschreckend ‚schnell‘“ („pretty, funny, and shockingly ‚fast‘“) galt. Der nächste Betty-Film, The Troublesome Secretaries, folgte am 21. April 1911.  Zu der Zeit erhielt Mabel Normand von der Vitagraph konstant 30 Dollar pro Woche Gehalt gezahlt. Spätere Betty-Filme der Vitagraph sahen Edith Storey in der Hauptrolle.

## Kritik
Für den Morning Star war Das hübsche kleine Dienstmädchen eine „entzückende Vitagraph-Komödie“ („delightful Vitagraph comedy“). Die Moving Picture World nannte den Film eine lebhafte („lively“) Komödie. Normand und Delaney führten kurz vor Filmende „zahlreiche interessante und humorvolle Stunts vor, die alle vom Publikum lautstark begrüßt werden“. Normands Darstellung wurde jedoch auch kritisch gesehen, so nannte ein zeitgenössischer Kritiker ihre Darstellung „lustig, aber unkultiviert“ („funny but unrefined“), so sehe man zu viele Umarmungen und zu viele Küsse. Auch der New York Dramatic Mirror kritisierte den Kuss, auch wenn er „an exceedingly novel and laughable bit of business“ sei, als ein wenig zu weit hergeholt und „a little too prematurely – the first meeting of the lovers, in fact“.